# Léopold Gottlieb
Pour les articles homonymes, voir Gottlieb.
Léopold Gottlieb, né le 3 juin 1879 à Drohobycz, en (Galicie, Empire austro-hongrois), et mort le 25 avril 1934 à Montrouge, est un peintre polonais.

## Biographie

### Jeunesse et famille
Léopold Gottlieb naît en à Drohobycz en 1879, fils de Isaac Gottlieb et Fiega Tiergermann. Ses parents, des commerçants juifs orthodoxes, encouragent leur fils à devenir artiste, espérant qu'il suivra le chemin de son frère aîné, Maurycy Gottlieb (1856-1879), peintre mort prématurément à l’âge de vingt-trois ans. Il est aussi le frère de Marcin Gottlieb (1867-1936).

### Formation et carrière
Entre 1896 et 1902 Leopold Gottlieb étudie la peinture aux Beaux-Arts de Cracovie avec Jacek Malczewski et Théodor Axentowicz. À la fin de son cursus, il décroche le premier prix de peinture ainsi qu'une bourse pour partir à l'étranger. En 1903, Gottlieb se rend à Munich pour continuer ses études chez A. Azbe et parallèlement gagne sa vie en exécutant des portraits. En 1905, à l’initiative du Groupe des Cinq qui n’aura qu’un an d’existence, il expose avec ses amis, notamment Witold Wojtkiewicz en Pologne et à l'étranger. Son premier séjour à Paris remonterait à 1899. En 1906, il part pendant un an enseigner la peinture à l'École des beaux-arts de Bezalel à Jérusalem, puis retourne à Paris. En 1914, il fréquente la bohème du quartier du Montparnasse, dont Moïse Kisling, Diego Rivera et Conrad Moricand.
Il meurt en son domicile de Montrouge en 1934 et est inhumé deux jours plus tard au cimetière parisien de Thiais.

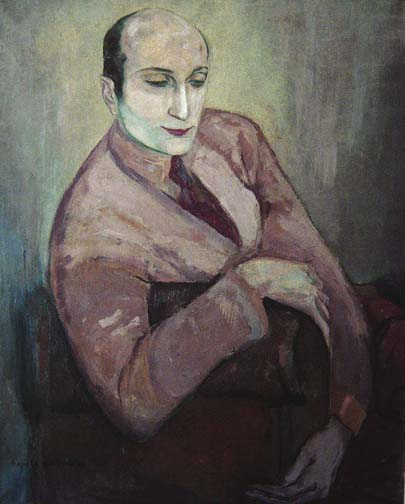
Portrait d'André Salmon
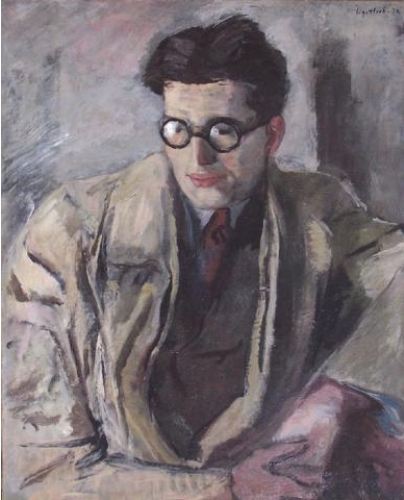
Portrait de Marcel Slodki